# Rhodococcus (bactérie)
Genre
Rhodococcus est un genre de protéobactéries de la famille des Nocardiaceae.
Ce genre regroupe une cinquantaine d'espèces. L'espèce type est Rhodococcus rhodochrous.

## Liste d'espèces
Selon LPSN (14 mai 2025) :
- Rhodococcus aerolatus Hwang et al. 2015
- Rhodococcus aetherivorans Goodfellow et al. 2004
- Rhodococcus agglutinans Guo et al. 2015
- Rhodococcus antarcticus Sun et al. 2023
- Rhodococcus antrifimi Ko et al. 2015
- Rhodococcus artemisiae Zhao et al. 2012
- Rhodococcus canchipurensis Nimaichand et al. 2013
- Rhodococcus cerastii Kämpfer et al. 2013
- Rhodococcus cercidiphylli Li et al. 2012
- Rhodococcus chondri Girão et al. 2024
- Rhodococcus chubuensis Tsukamura 1983
- Rhodococcus coprophilus Rowbotham & Cross 1979
- Rhodococcus corynebacterioides (Serrano et al. 1972) Yassin & Schaal 2005
- Rhodococcus defluvii Kämpfer et al. 2014
- Rhodococcus electrodiphilus Ramaprasad et al. 2018
- Rhodococcus equi (Magnusson 1923) Goodfellow & Alderson 1977
- Rhodococcus erythropolis (Gray & Thornton 1928) Goodfellow & Alderson 1979
- Rhodococcus fascians (Tilford 1936) Goodfellow 1984
- Rhodococcus gannanensis Ma et al. 2017
- Rhodococcus globerulus Goodfellow et al. 1985
- Rhodococcus gordoniae Jones et al. 2004
- Rhodococcus humicola Nguyen & Kim 2016
- Rhodococcus indonesiensis Kusuma et al. 2024
- Rhodococcus jostii Takeuchi et al. 2002
- Rhodococcus koreensis Yoon et al. 2000
- Rhodococcus kroppenstedtii Mayilraj et al. 2006
- Rhodococcus kyotonensis Li et al. 2007
- Rhodococcus lactis Singh et al. 2015
- Rhodococcus maanshanensis Zhang et al. 2002
- Rhodococcus marinonascens Helmke & Weyland 1984
- Rhodococcus nanhaiensis Li et al. 2012
- Rhodococcus navarretei Carrasco et al. 2024
- Rhodococcus obuensis Tsukamura 1983
- Rhodococcus olei Chaudhary & Kim 2018
- Rhodococcus opacus Klatte et al. 1995
- Rhodococcus oryzae Li et al. 2020
- Rhodococcus oxybenzonivorans Baek et al. 2022
- Rhodococcus parequi Vazquez-Boland et al. 2025
- Rhodococcus pedocola Nguyen & Kim 2016
- Rhodococcus phenolicus Rehfuss & Urban 2006
- Rhodococcus pseudokoreensis Kämpfer et al. 2023
- Rhodococcus pyridinivorans Yoon et al. 2000
- Rhodococcus rhodnii Goodfellow & Alderson 1979
- Rhodococcus rhodochrous (Zopf 1891) Tsukamura 1974
- Rhodococcus ruber (Kruse 1896) Goodfellow & Alderson 1977
- Rhodococcus sacchari Zang et al. 2025
- Rhodococcus soli Li et al. 2015
- Rhodococcus sovatensis Táncsics et al. 2017
- Rhodococcus spelaei Lee & Kim 2021
- Rhodococcus spongiicola Zhang et al. 2021
- Rhodococcus subtropicus Lee et al. 2019
- Rhodococcus triatomae Yassin 2005
- Rhodococcus trifolii Kämpfer et al. 2013
- Rhodococcus tukisamuensis Matsuyama et al. 2003
- Rhodococcus wratislaviensis (Goodfellow et al. 1995) Goodfellow et al. 2002
- Rhodococcus xishaensis Zhang et al. 2021
- Rhodococcus yananensis Jiang et al. 2022
- Rhodococcus yunnanensis Zhang et al. 2005
- Rhodococcus zopfii Stoecker et al. 1994

## Liste des espèces et non-classés
Selon NCBI (14 août 2014) :
- Rhodococcus aetherivorans
  - non-classé Rhodococcus aetherivorans I24
- Rhodococcus artemisiae
- Rhodococcus australis
- Rhodococcus baikonurensis
  - non-classé Rhodococcus baikonurensis JCM 18801
  - non-classé Rhodococcus baikonurensis NBRC 100611
- Rhodococcus boritolerans
- Rhodococcus canchipurensis
- Rhodococcus cerastrii
- Rhodococcus cercidiphylli
- Rhodococcus coprophilus
  - non-classé Rhodococcus coprophilus NBRC 100603
- Rhodococcus corynebacterioides
  - non-classé Rhodococcus corynebacterioides NBRC 14404
- Rhodococcus defluvii
- Rhodococcus erythropolis
  - non-classé Rhodococcus erythropolis CCM2595
  - non-classé Rhodococcus erythropolis DN1
  - non-classé Rhodococcus erythropolis JCM 9803
  - non-classé Rhodococcus erythropolis JCM 9804
  - non-classé Rhodococcus erythropolis JCM 9805
  - non-classé Rhodococcus erythropolis NBRC 15567
  - non-classé Rhodococcus erythropolis PR4
  - non-classé Rhodococcus erythropolis R138
  - non-classé Rhodococcus erythropolis SK121
  - non-classé Rhodococcus erythropolis XP
- Rhodococcus fascians
  - non-classé Rhodococcus fascians 02-815
  - non-classé Rhodococcus fascians 02-816c
  - non-classé Rhodococcus fascians 04-516
  - non-classé Rhodococcus fascians 05-339-1
  - non-classé Rhodococcus fascians 05-561-1
  - non-classé Rhodococcus fascians A21d2
  - non-classé Rhodococcus fascians A25f
  - non-classé Rhodococcus fascians A3b
  - non-classé Rhodococcus fascians A44A
  - non-classé Rhodococcus fascians A73a
  - non-classé Rhodococcus fascians A76
  - non-classé Rhodococcus fascians A78
  - non-classé Rhodococcus fascians D188
  - non-classé Rhodococcus fascians GIC26
  - non-classé Rhodococcus fascians GIC36
  - non-classé Rhodococcus fascians LMG 3602
  - non-classé Rhodococcus fascians LMG 3605
  - non-classé Rhodococcus fascians LMG 3616
  - non-classé Rhodococcus fascians LMG 3625
  - non-classé Rhodococcus fascians NBRC 12155 = LMG 3623
- Rhodococcus globerulus
  - non-classé Rhodococcus globerulus NBRC 14531
- Rhodococcus gordoniae
- Rhodococcus hoagii
  - non-classé Rhodococcus equi 103S
  - non-classé Rhodococcus equi ATCC 33707
  - non-classé Rhodococcus equi NBRC 101255 = C 7
- Rhodococcus imtechensis
  - non-classé Rhodococcus imtechensis RKJ300 = JCM 13270
- Rhodococcus indicum
- Rhodococcus jialingiae
- Rhodococcus jostii
  - non-classé Rhodococcus jostii NBRC 16295
  - non-classé Rhodococcus jostii RHA1
- Rhodococcus koreensis
  - non-classé Rhodococcus koreensis JCM 10743 = NBRC 100607
- Rhodococcus kroppenstedtii
  - non-classé Rhodococcus kroppenstedtii DSM 44908
- Rhodococcus kunmingensis
- Rhodococcus kyotonensis
- Rhodococcus maanshanensis
  - non-classé Rhodococcus maanshanensis NBRC 100610
- Rhodococcus marinonascens
  - non-classé Rhodococcus marinonascens NBRC 14363
- Rhodococcus nanhaiensis
- Rhodococcus opacus
  - non-classé Rhodococcus opacus B4
  - non-classé Rhodococcus opacus M213
  - non-classé Rhodococcus opacus PD630
- Rhodococcus percolatus
  - non-classé Rhodococcus percolatus NBRC 100626
- Rhodococcus phenolicus
  - non-classé Rhodococcus phenolicus JCM 14914
- Rhodococcus polyvorum
- Rhodococcus pyridinivorans
  - non-classé Rhodococcus pyridinivorans AK37
  - non-classé Rhodococcus pyridinivorans JCM 10940 = NBRC 100608
  - non-classé Rhodococcus pyridinivorans NAM81
  - non-classé Rhodococcus pyridinivorans SB3094
- Rhodococcus qingshengii
  - non-classé Rhodococcus qingshengii BKS 20-40
  - non-classé Rhodococcus qingshengii JCM 15477
- Rhodococcus rhodnii
  - non-classé Rhodococcus rhodnii LMG 5362
  - non-classé Rhodococcus rhodnii NBRC 100604
- Rhodococcus rhodochrous
  - non-classé Rhodococcus rhodochrous ATCC 17895
  - non-classé Rhodococcus rhodochrous ATCC 21198
  - non-classé Rhodococcus rhodochrous BKS6-46
  - non-classé Rhodococcus rhodochrous J3
  - non-classé Rhodococcus rhodochrous J38
  - non-classé Rhodococcus rhodochrous J45
  - non-classé Rhodococcus rhodochrous NBRC 16069
- Rhodococcus ruber
  - non-classé Rhodococcus ruber BKS 20-38
  - non-classé Rhodococcus ruber Chol-4
  - non-classé Rhodococcus ruber NBRC 15591
  - non-classé Rhodococcus ruber UKMP-5M
- Rhodococcus triatomae
  - non-classé Rhodococcus triatomae BKS 15-14
  - non-classé Rhodococcus triatomae NBRC 103116
- Rhodococcus trifolii
- Rhodococcus tukisamuensis
  - non-classé Rhodococcus tukisamuensis NBRC 100609
- Rhodococcus wratislaviensis
  - non-classé Rhodococcus wratislaviensis IFP 2016
  - non-classé Rhodococcus wratislaviensis NBRC 100605
- Rhodococcus yunnanensis
  - non-classé Rhodococcus yunnanensis NBRC 103083
- Rhodococcus zopfii
  - non-classé Rhodococcus zopfii NBRC 100606 = JCM 9919

## Taxonomie
Le nom correct complet (avec auteur) de ce taxon est Rhodococcus Zopf 1891.
L'espèce type est Rhodococcus rhodochrous (Zopf 1891) Tsukamura 1974.

### Synonymie
Rhodococcus a pour synonymes :
- Prescottella Jones et al. 2013
- Prescottella Sangal et al. 2022
- Prescottia Jones et al. 2013
- Rhodococcoides Val-Calvo & Vázquez-Boland 2024

### Étymologie
L'étymologie de ce genre est la suivante : Rho.do.coc.cus. Gr. neut. n. rhodon, la rose; N.L. masc. n. coccus, coccus; de Gr. masc. n. kokkos, grain; N.L. masc. n. Rhodococcus, un coccus rouge.